# 皆口裕子
皆口 裕子（みなぐち ゆうこ、1966年6月26日 - ）は、日本の女性声優、ナレーター、舞台女優。東京都文京区出身。青二プロダクション所属。

## 経歴
東京都北区王子、東京都荒川区西尾久育ち。
荒川区立第七中学校出身。必須部活の人形劇クラブに所属。1学年後輩にタレントの伊集院光が在籍していた。伊集院は様々な部活に在籍することを目的に入部した幽霊部員だったためこの事実を全く気づいておらず、2009年にイベントで皆口と共演した際に指摘されて初めて知った。私立和光高等学校卒業。
少女時代の夢は小学1、2年生の時の担任の教師が、大学を卒業したばかりの若い教師で、お姉さんのように仲が良かった。休みの時には順番に教師の家に遊びに行ったりして、「私も大人になったらこういうふうにしたい」と学校教師になりたかったという。
小学生の頃、『刑事犬カール』が流行しており、犬が好きだったことから、警察犬の訓練士になりたかったという。家に、ポインターを飼っており、一生懸命訓練していたが、あまり上手くいかなかったという。
中学時代にテレビドラマ『3年B組金八先生』を見ており、ある子役のファンになり、「事務所へ行けば、本人に会えるかもしれない」と思い、出かけるも会えなかったが、事務所にいた女性が「ファンクラブを作るから、連絡先を教えて」と言ってもらった。ファンクラブの話は立ち消えとなったが、その女性から「よかったら、遊びに来ない」と誘われて中学2年生からグループこまどり（当時は劇団こまどり）に入団。中学時代には、陸上部に所属していた経験もあるが、校庭が狭く、週に2、3日しか練習できなかった。「私は絶対に女優になるわ」などそういうタイプではなく、部活動のような感じで、日曜日に劇団の稽古に行っていた。また「もし校庭が広くて、私が陸上に燃えていたら、この仕事をしていなかったかも」とも語っている。皆と会って、帰りに喫茶店に寄りチョコレートパフェを食べるのが、楽しみのようだったという。劇団こまどり在籍中での初仕事は中学2、3年生ぐらいのNHK『高校生の広場』のイメージショットだった。高校2、3年生の時の夏休みの間、カゴメ劇場の子供向けのミュージカルで司会のお姉さん役として出演。声の仕事をしたのは中学生ぐらいの時に、洋画のアフレコが最初だったと語る。高校生になると、ラジオCMで声をしてもらうことが結構あったが、声の仕事はいくつかある仕事の中の一つという感じで、「声優になろう」とは考えていなかった。高校3年生まで違う仕事が多く、アニメの仕事はしていなかった。高校3年生の時の1985年にオーディションに合格して、OVA『GREED』のキィ・ミ役で声優デビュー、1986年に現事務所にスカウトされて移籍。事務所に移籍後、『ボスコアドベンチャー』のアプリコット姫役でテレビアニメでの初ヒロインを果たした。
声優を目指した動機については「芝居は好きだが、自分はシャイな性格だったため、顔を出さずに芝居ができる声優になろうと思った」と後に語っている。
『ねるとん紅鯨団』ナレーションと『YAWARA!』の猪熊柔役で、幅広く認知された。
1994年から1995年に『熱闘甲子園』（朝日放送〈現：朝日放送テレビ〉・テレビ朝日共同制作）のナレーションを担当。また、1995年には皆口本人が神宮球場で夏の高校野球東東京大会決勝戦を観戦。その模様は生中継のほか、当番組で映し出された。
2012年秋より、ニューヨークへ英語留学のため休業。そのため、2013年に放送された『トリコ×ONE PIECE×ドラゴンボールZ 超コラボスペシャル!!』と『ドラゴンボール改』でのビーデル役は柿沼紫乃が代役を担当していた。ただし、留学中に公開された『ドラゴンボールZ 神と神』の収録の際は、ニューヨークより一時帰国しビーデル役を担当している。また、留学中の2013年に『劇場版ポケットモンスター ベストウイッシュ 神速のゲノセクト ミュウツー覚醒』による英語吹き替え版で氷ゲノセクト役を演じている。2014年春、留学を終えて帰国した。その後『ドラゴンボール ゼノバース』からビーデル役に復帰している。
2017年9月1日、音泉にて1人でのラジオ番組「皆口裕子 ヒーリング・ラパン 〜Healing Lapin〜」を始め、それを機に個人名義でもTwitterを始める。

## 人物
音域はF - B、ファルセットはF - G。
声優・ナレーターとしては、アニメ、ドラマ、洋画、ゲーム、テレビ等出演多数であり、パーソナリティとしても多数のラジオ番組にも出演している。
甘い可憐な声を持つ。
本人のブログによると婚歴は2回ある。24歳の時に結婚し、32歳の時に離婚。36歳で再婚し、40歳の時に再び離婚している。
趣味はピアノ、編物、読書、ドライブなど。神宮球場でいわゆる消化試合のプロ野球観戦経験があるほどの野球観戦好き。ヤクルトファンではなく、「神宮球場ファン」「選手個人のファン」であるとしている。
自宅では犬を一匹飼っている。
『ねるとん紅鯨団』は、すれていない若者の視聴者参加番組というのが番組のコンセプトだったことから、ナレーションでも素人臭さを狙って、オーディションで一番下手だった皆口を選んだとディレクターのテリー伊藤が説明している。また、『YAWARA!』の主人公・猪熊柔役も、原作者の浦沢直樹が製作側に柔の声のイメージを「ねるとんのナレーションの人みたいな声」と答えたため選抜されたものである。オーディションで同役が決定してから、浦沢に初めて会った時に、「ねるとんの声やってたの、私です」と言っており、偶然、浦沢の要望通りになってしまった感じだったという。
異母姉弟の弟が一人いる。

### 交友関係
同じ児童劇団出身の冨永みーなとは14歳から親交があり、本人曰く友達というより親戚に近い仲とのこと。
同じ児童劇団出身の冨永、渕崎ゆり子、玉川砂記子とは皆で一緒に「合宿ー!」と言って年末に旅行していたという。
ゆかなとは『あずきちゃん』で共演以来仲が良い。また、『ドラゴンボールZ』で共演した先輩声優郷里大輔（ミスター・サタン役）が大好きだったと語っており、彼の訃報にショックを受けていた。
『YAWARA!』などで共演した永井一郎の葬儀・告別式の時はアメリカに留学の最中だったため、皆口の手紙が永井の棺の中に納められた。

## 出演
太字はメインキャラクター。

### テレビアニメ
1986年
- ボスコアドベンチャー（アプリコット姫）

1987年
- 仮面の忍者 赤影（1987年 - 1988年、あかね）
- きまぐれオレンジ☆ロード（女子生徒）
- 新メイプルタウン物語 パームタウン編（生徒）
- 北斗の拳2（マム）

1988年
- シティーハンター シリーズ（1988年 - 1991年、美加、裕子） - 2シリーズ
- ハロー!レディリン（ドロシー）

1989年
- 獣神ライガー（ユキ）
- ビックリマン（シンドンネン）
- ビリ犬なんでも商会（ルミ）
- YAWARA!（1989年 - 1992年、猪熊柔、カネコ）

1990年
- 魔法使いサリー（ナンシー）
- 笑ゥせぇるすまん（玲子）

1992年
- 美味しんぼ 究極対至高 長寿料理対決!!（カウンター係）
- それいけ!アンパンマン（1992年 - 2023年、かまぼこくん、うどんちゃん〈初代〉、おダンゴちゃん〈初代〉、ナキウサギのお母さん）
- フランダースの犬 ぼくのパトラッシュ（フィリップ）
- 魔法のプリンセス ミンキーモモ（シャドー）

1993年
- GS美神（茜）
- ドラゴンボールZ（1993年 - 1996年、ビーデル、パン）
- ヤダモン（キラ）

1994年
- 美少女戦士セーラームーン シリーズ（1994年 - 1997年、土萠ほたる / セーラーサターン、少女） - 2シリーズ

1995年
- アニメ世界の童話（シンデレラ）
- あずきちゃん（あずきの母〈野山けい子〉）
- ご近所物語（及川歩）

1996年
- ドラゴンボールGT（1996年 - 1997年、パン 、ビーデル）
- YAWARA! Special ずっと君のことが…。（柔）

1997年
- 金田一少年の事件簿（1997年 - 2014年、和泉さくら、聖正貴美子、剣持和枝） - 2シリーズ
- ドクタースランプ（1997年 - 1999年、山吹みどり / 則巻みどり）
- ドラゴンボールGT 悟空外伝!勇気の証しは四星球（パン）
- 烈火の炎（砂倉瑪瑙）

1998年
- カードキャプターさくら（木之本撫子）
- デビルマンレディー（紺野ひとみ / フェイレース）
- MASTERキートン（フローラ・ライマン）
- 名探偵コナン（1998年 - 2022年、松崎はるみ、江口美奈、関澤礼美）

1999年
- アレクサンダー戦記（ロクサネ）
- 装甲救助部隊レストル（ジュリエット・レス、スチュワーデス）
- ベターマン（紅楓）

2000年
- OH!スーパーミルクチャン（舞茸秋子〈Na〉）
- 最遊記シリーズ（2000年 - 2022年、八百鼡） - 4シリーズ
- 週刊ストーリーランド（雨の小僧）
- だぁ!だぁ!だぁ!（光月未来）
- マシュランボー（ヤクモ）
- 女神候補生（エリア、ヘリテージ）

2001年
- ちっちゃな雪使いシュガー（イングリット・ベルイマン）
- テイルズ オブ エターニア THE ANIMATION（ファラ・エルステッド）
- 破邪巨星Gダンガイオー（フブキ）
- FF：U 〜ファイナルファンタジー:アンリミテッド〜（マリー・ハヤカワ）

2002年
- 犬夜叉（小雪）
- Kanon（2002年 - 2007年、水瀬秋子） - 2シリーズ
- 花田少年史（新の母）
- ポケットモンスター サイドストーリー（ローズ）

2003年
- エアマスター（彰子）
- 高橋留美子劇場（はづき）
- ポポロクロイス（エレナ）

2004年
- 砂ぼうず（川口夏子）
- Φなる・あぷろーち（芽生百合佳）
- みどりのくにのこえだちゃん（うさちゃん、チューリップちゃん、ナレーション）
- ONE PIECE（2004年 - 、ムース、ポートガス・D・ルージュ、シスター）

2005年
- 甲虫王者ムシキング 森の民の伝説（セラン）
- ちびまる子ちゃん（大島アイ）
- ふしぎ星の☆ふたご姫（2005年 - 2006年、プリンセスグレイス）

2006年
- おとぎ銃士 赤ずきん（鈴風小夜 / シルフィーヌ）
- しばわんこの和のこころ（ゆきちゃん）
- 出ましたっ!パワパフガールズZ（松原満）
- メイプルストーリー（キノ、キキ、キコ、子供キノコ）

2007年
- 怪物王女（日和見紗和々）
- CLANNAD-クラナド-（2007年 - 2009年、伊吹公子 / 芳野公子） - 2シリーズ
- 月面兎兵器ミーナ（佃三笠）
- ナイトウィザード The ANIMATION（魔王エイミー）
- ハヤテのごとく!（2007年 - 2013年、三千院紫子〈ナギの母〉） - 4シリーズ

2008年
- Yes!プリキュア5GoGo!（フローラ）
- 仮面のメイドガイ（マダムJ）
- キャシャーン Sins（リンゴ、レンチ）
- 秘密 〜The Revelation〜（有島沙織）
- 魍魎の匣（中禅寺千鶴子）
- ロザリオとバンパイア CAPU2（白雪つらら）

2009年
- 地獄少女 三鼎（菊池七海）

2010年
- 海月姫（月海の母）
- ちゅーぶら!!（天原玲香）
- 天体戦士サンレッド（第2期）（ペロのナレーション）
- ドラえもん（テレビ朝日版第2期）（2010年 - 2017年、ミカエラ、山の心）
- ハートキャッチプリキュア!（はるか）

2011年
- アスタロッテのおもちゃ!（メルチェリーダ・ユグヴァール）
- これはゾンビですか?（妄想ユー）
- SKET DANCE（尾見愛子）
- ジュエルペット サンシャイン（ジュエリーナ、ナレーション、ダークジュエリーナ）
- 日常（言葉お姉さん）

2012年
- あっちこっち（戌井みいこ）

2014年
- 暴れん坊力士!!松太郎（ユララ）
- ソードアート・オンラインII（フレイヤ）

2015年
- ご注文はうさぎですか シリーズ（2015年 - 2020年、ココアの母） - 2シリーズ
- 聖剣使いの禁呪詠唱（四門万里）
- ドラゴンボール超（ビーデル、パン）
- ヒーローバンク（カイトの母）
- 北斗の拳 イチゴ味（女D、ユリア / 南斗最後の将）
- レーカン!（天海夕陽）

2016年
- うどんの国の金色毛鞠（田中〈真鍋〉舞、おくびょうなねこさん、なれーしょん、女性A）

2017年
- チェインクロニクル 〜ヘクセイタスの閃〜（ディルマ）
- 恋と嘘（真田楓）
- タイムボカン 逆襲の三悪人（美麗）

2018年
- ゲゲゲの鬼太郎（第6作）（2018年 - 2019年、犬山純子）
- カードキャプターさくら クリアカード編（木之本撫子）
- ちおちゃんの通学路（たっくんママ）
- ONE PIECE エピソードオブ空島（ムース）
- すのはら荘の管理人さん（八百屋さんの妻）

2019年
- 鬼滅の刃（鬼舞辻の妻）
- ロード・エルメロイII世の事件簿 -魔眼蒐集列車 Grace note-（2019年 - 2021年、化野菱理） - 1シリーズ + 特別編

2020年
- プランダラ（月菜 / 陽菜の母）
- 痛いのは嫌なので防御力に極振りしたいと思います。（2020年 - 2023年、ミザリー、ふあふわふれあいルームの猫たち） - 2シリーズ

2021年
- かぎなど（2021年 - 2022年、伊吹公子、水瀬秋子） - 2シリーズ

2022年
- ラブライブ!虹ヶ咲学園スクールアイドル同好会（彼方の母）
- 骸骨騎士様、只今異世界へお出掛け中（グレニス）

2023年
- BIRDIE WING -Golf Girls' Story-（エリノア・バートン）
- 僕の心のヤバイやつ（2023年 - 2024年、山田の母） - 2シリーズ
- 陰の実力者になりたくて! 2nd season（レイナ）

2024年
- Re:Monster（アナウンス）

2025年
- ウマ娘 シンデレラグレイ（オグリの母）
- 忍者と殺し屋のふたりぐらし（草隠明電）
- Turkey!（朱火）

### OVA
1980年代
- GREED（1985年、キィ・ミ）
- JUNK BOY（1987年、有園美留）
- マップス 伝説のさまよえる星人たち（1987年、君塚星見）
- ドラゴンズヘブン（1988年、イクール）
- 紅い牙 ブルー・ソネット（1989年、小半ユミ）

1990年代
- 熱血高校ドッジボール部 サッカー編（1990年、みさ子）※ゲーム解説ビデオ
- ここはグリーン・ウッド（1991年、美佐子）
- 魔獣戦士ルナ・ヴァルガー（1991年、ヴィーナ・ド・リムズベル）
- OZ（1992年、フィリシア・エプスタイン）
- ビー・バップ・ハイスクール4（1992年、リサ）
- 心をはぐくむ名作アニメシリーズ5 シンデレラ（1993年、シンデレラ）
- SINGLES（咲坂早紀）
- ファイナルファンタジー（1994年、リナリー）
- 精霊使い（1995年、秋桜久）
- GOLDEN BOY さすらいのお勉強野郎（1995年、勝田奈緒子）
- バイオ・ハンター（1995年、さやか）
- 火聖旅団 ダナサイト999.9（1998年、メロウ）
- 美少女戦士セーラームーンSメモリアル（1999年、セーラーサターン、ミストレス）

2000年代
- Kanon（2002年、水瀬秋子）※DVD全巻購入特典
- SPACE PIRATE CAPTAIN HERLOCK〜OUTSIDE LEGEND（2003年、ミーメ）
- 大YAMATO零号（2004年、ホンゴウ・ユキ）
- おとぎ銃士 赤ずきん（2005年、鈴風小夜）
- ドラゴンボール オッス!帰ってきた孫悟空と仲間たち!!（2008年、ビーデル）

2010年代
- チャーミーキティ（2010年、パール、ティラミス）
- アスタロッテのおもちゃ! EX（2011年、メルチェリーダ・ユグヴァール）
- 英雄伝説 空の軌跡 THE ANIMATION（2011年、クローゼ・リンツ）

### 劇場アニメ
1992年
- アップフェルラント物語（フリーダ）
- それいけ!アンパンマン つみき城のひみつ（オリガ姫）
- YAWARA! それゆけ腰ぬけキッズ!!（猪熊柔）

1993年
- ドラえもん のび太とブリキの迷宮（サピオ）

1994年
- スラムダンク（島村葉子）
- ドラゴンボールZ 危険なふたり!超戦士はねむれない（ビーデル）

1995年
- あずきちゃん（あずきの母）
- ドラゴンボールZ 復活のフュージョン!!悟空とベジータ（ビーデル）
- ドラゴンボールZ 龍拳爆発!!悟空がやらねば誰がやる（ビーデル）
- 2112年 ドラえもん誕生（ノラミャー子）

1996年
- X（丁）
- ご近所物語（及川歩）

1997年
- 瓜っこ姫とアマンジャク（ナレーション）

1998年
- 銀河鉄道999 エターナル・ファンタジー（クレア）

1999年
- ドクタースランプ アラレのびっくりバーン（山吹みどり）

2001年
- 幻想魔伝 最遊記 選ばれざるものへの鎮魂歌（八百鼡）
- メトロポリス（うぐいす嬢）※友情出演

2007年
- 映画 Yes!プリキュア5 鏡の国のミラクル大冒険!（ダークミント）
- 劇場版 CLANNAD -クラナド-（伊吹公子）

2009年
- よなよなペンギン（チャリーの母親）

2012年
- チベット犬物語 〜金色のドージェ〜（テヂ）

2013年
- ドラゴンボールZ 神と神（ビーデル）

2015年
- ドラゴンボールZ 復活の「F」（ビーデル、パン）
- 名探偵コナン 業火の向日葵（ウメノ〈回想〉）

2017年
- ご注文はうさぎですか?? 〜Dear My Sister〜（ココアの母）
- 映画 妖怪ウォッチ シャドウサイド 鬼王の復活（ねこ娘）

2020年
- モンスターストライク THE MOVIE ルシファー 絶望の夜明け（プライオル・ビナー）

2022年
- ドラゴンボール超 スーパーヒーロー（パン、ビーデル）

2023年
- 鬼太郎誕生 ゲゲゲの謎（龍賀丙江）

### Webアニメ
- 魔法遊戯（2001年、プリルン女王）
- Starry☆Sky（2010年、水嶋有李）
- スーパードラゴンボールヒーローズ プロモーションアニメ（2020年、パン：ゼノ）
- PLUTO[70]（2023年、花屋の店員)
- BEASTARS FINAL SEASON（2024年、トキ[71]）

### ゲーム
1990年
- マジカルサウルスツアー（ロロくん）

1991年
- アーネスト・エバンス（アネット・メイヤー）
- エグザイル 〜時の狭間へ〜（ルーミー）
- コズミック・ファンタジー2 冒険少年バン（ラーラ）
- ドラゴンスレイヤー英雄伝説（ディーナ姫） - PCエンジン版
- ブライ 八玉の勇士伝説（クーク・ロー・タム） - PCエンジン版・MEGA-CD版
- レディファントム（ラミア・オニール）

1992年
- エグザイルII 邪念の事象（ルーミー） - PCエンジン版
- ドラゴンスレイヤー英雄伝説II（ディーナ姫） - PCエンジン版
- ブライII 闇皇帝の逆襲（クーク・ロー・タム） - PCエンジン版
- 魔物ハンター妖子 魔界からの転校生（シェルミナ姫）
- YAWARA!（柔）

1993年
- アネット再び（アネット・メイヤー）
- CAL II（刀自古） - PCエンジン版
- 誕生 〜Debut〜（鈴麗）
- 魔物ハンター妖子 遠き呼び声（シェルミナ姫、ウィル王子）
- ルイン 神の遺産（オルテナ）

1994年
- コズミック・ファンタジー4 銀河少年伝説 突入編 / 激闘編（ミリー）
- ドラゴンボールZ 偉大なる孫悟空伝説（ビーデル）
- YAWARA!2

1995年
- 美少女戦士セーラームーンS くるっくりん（セーラーサターン）
- 魔法騎士レイアース（アルティナ）

1996年
- ドラゴンボールZ 偉大なるドラゴンボール伝説（ビーデル）
- 美少女戦士セーラームーンSuperS 真・主役争奪戦（セーラーサターン / 土萠ほたる）
- 美少女戦士セーラームーンSuperS 全員参加!! 主役争奪戦（セーラーサターン）
- フェーダ・リメイク 〜エンブレム・オブ・ジャスティス〜（ロイス・ヘッグマイヤー）

1997年
- VIRUS（エリカ）
- くるみミラクル（アヤメ）
- ドラゴンボール FINAL BOUT（パン）
- ネクストキング 恋の千年王国（クミン）
- はいぱぁセキュリティーズS（三ツ沢優雅）
- BS探偵倶楽部 雪に消えた過去（橘あゆみ）
- 3×3 EYES 〜転輪王幻夢〜（チチェ）
- ラングリッサーI&II（クリス）

1998年
- エアガイツ（ティファ・ロックハート）
- エフィカス この想いを君に…（青木朱美）
- ガーディアンリコール [PS]（一の宮鈴音、一の宮琴音、半澤由美）
- ガンバード2（タビア）
- プリズムコート（司 有紀）
- ポポローグ（ユキ）
- みつめてナイト（セーラ・ピクシス）
- ラングリッサーV 〜The End of Legend〜（ラムダ / マリアンデール）

1999年
- 機動戦士ガンダム外伝 コロニーの落ちた地で…（ジャクリーン）
- スーパーロボット大戦コンプリートボックス（セニア・グラニア・ビルセイア、モニカ・グラニア・ビルセイア）
- トゥルーラブストーリー2（香坂麻衣子）
- フレンズ 〜青春の輝き〜（小早川瑞穂）
- リフレインラブ2（矢加部陽子）

2000年
- アーマード・コア2（頭部COM：STANDARD）
- Kanon（水瀬秋子）
- ソニックシャッフル（イルミナ）
- テイルズ オブ エターニア（ファラ・エルステッド）

2001年
- スーパーロボット大戦α外伝（セニア・グラニア・ビルセイア、モニカ・グラニア・ビルセイア）

2002年
- テイルズ オブ ザ ワールド なりきりダンジョン2
- テイルズ オブ ファンダム Vol.1（ファラ・エルステッド）

2003年
- ヴィーナス&ブレイブス〜魔女と女神と滅びの予言〜（アリア）
- テイルズ オブ シンフォニア（ファラ・エルステッド）※闘技場でのゲスト出演

2004年
- 青い涙（藍沢多恵子）
- アカイイト（ユメイ、羽藤柚明）
- 英雄伝説 空の軌跡FC（クローゼ・リンツ）
- クリムゾンティアーズ（SHIZUKA）
- ドラゴンボールZ2（ビーデル）
- Φなる・あぷろーち（芽生百合佳）
- ポポロクロイス 月の掟の冒険（エレナ）

2005年
- テイルズ オブ ザ ワールド なりきりダンジョン3
- ドラゴンボールZ3（ビーデル、パン）
- ドラゴンボールZ Sparking!（2005年 - 2024年、ビーデル、パン） - 4作品
- ロマンシング サガ -ミンストレルソング-（クローディア）

2006年
- 英雄伝説 空の軌跡SC（クローゼ・リンツ）
- CLANNAD（伊吹公子）
- 超ドラゴンボールZ（ビーデル）
- ときめきメモリアル Girl's Side 2nd Kiss（水島密）
- みんなで鍛える全脳トレーニング（多賀浦咲）

2007年
- 英雄伝説 空の軌跡 the 3rd（クローゼ・リンツ）
- 真・三國無双Online（ボイス妖艶）

2008年
- ヴァンテージマスターポータブル（クローゼ）
- 風のクロノア door to phantomile（レフィス、パメラ）※Wii版
- ドラゴンボールZ インフィニットワールド（ビーデル、グレートサイヤマン2号、パン）
- NINJA GAIDEN Dragon Sword（紅葉、くノ一）

2009年
- グランディアオンライン（ニーナ）
- テイルズ オブ ザ ワールド レディアント マイソロジー2（ファラ・エルステッド）
- テイルズ オブ バーサス（ファラ・エルステッド）
- ドラゴンボール レイジングブラスト（ビーデル）
- NINJA GAIDEN Σ2（紅葉、くノ一）
- MAPLUS ポータブルナビ3（ナビゲーションボイス）
- ラブプラス（姉ヶ崎寧々）

2010年
- イースvs.空の軌跡 オルタナティブ・サーガ（クローゼ・リンツ）
- ドラゴンボール タッグバーサス（ビーデル）
- ラブプラス+（姉ヶ崎寧々）

2011年
- テイルズ オブ ザ ワールド レディアント マイソロジー3（ファラ・エルステッド）
- ドラゴンボールヒーローズ（2011年 - 2024年、ビーデル / グレートサイヤマン2号、パン） - 7作品
- 麻雀格闘倶楽部 新生・全国対戦版（ナレーションボイス・プレイヤーボイス）
- 勇現会社ブレイブカンパニー（セシリア・ティアリール）
- ラブプラス アーケード カラフル Clip（姉ヶ崎寧々）
- ドラゴンボール改 アルティメット武闘伝（ビーデル）

2012年
- スーパーロボット大戦OGサーガ 魔装機神 THE LORD OF ELEMENTAL（セニア・グラニア・ビルセイア、モニカ・グラニア・ビルセイア）
- スーパーロボット大戦OGサーガ 魔装機神II REVELATION OF EVIL GOD（セニア・グラニア・ビルセイア、モニカ・グラニア・ビルセイア）
- テイルズ オブ ザ ヒーローズ ツインブレイヴ（ファラ・エルステッド）
- ドラゴンボール ZENKAIバトルロイヤル 超サイヤ人覚醒（ビーデル）
- NINJA GAIDEN 3（紅葉）
- 無双OROCHI 2 Hyper（紅葉）
- 桃色大戦ぱいろん・生（リュナ、ミウ・リンドローズ）
- NEWラブプラス（姉ヶ崎寧々）

2013年
- シャイニング・アーク（リアン）
- スーパーロボット大戦OGサーガ 魔装機神III PRIDE OF JUSTICE（セニア・グラニア・ビルセイア、モニカ・グラニア・ビルセイア）
- テイルズ オブ シンフォニア ユニゾナントパック（ファラ・エルステッド）
- DEAD OR ALIVE 5 ULTIMATE（紅葉）
- DEAD OR ALIVE 5 ULTIMATE ARCADE（紅葉）

2014年
- 英雄伝説 碧の軌跡 Evolution（クローディア・フォン・アウスレーゼ）
- シャイニング・レゾナンス（リーゼロッテ、アルフリーデ）
- スーパーロボット大戦OGサーガ 魔装機神F COFFIN OF THE END（セニア・グラニア・ビルセイア、モニカ・グラニア・ビルセイア）
- 名探偵コナン ファントム狂詩曲（雪定かなめ）
- NEWラブプラス＋（姉ヶ崎寧々）

2015年
- 英雄伝説 空の軌跡FC Evolution（クローゼ・リンツ）
- ガールフレンド（仮）（鳴海調）
- グランブルーファンタジー（2015年 - 2024年、ソーン、精霊カザン） - 2作品
- チェインクロニクル（リン、ライラック、ムラクモ、セラフィー、ビアンカ、ペレキュデス、アシュリー、グラシア、キサ、ガラクスィアス）
- テイルズ オブ アスタリア（ファラ）
- DEAD OR ALIVE 5 LAST ROUND（紅葉）
- ドラゴンボールZ 超究極武闘伝（ビーデル、パン）
- ドラゴンボール ゼノバース（ビーデル）
- 桃色大戦ぱいろん＋（リュラ、ミウ・リンドローズ）
- 嫁コレ（クローゼ・リンツ）

2016年
- SDガンダム GGENERATION GENESIS（ジャクリーン）
- 英雄伝説 空の軌跡 the 3rd Evolution（クローディア・フォン・アウスレーゼ）
- Shadowverse（カローン）
- DEAD OR ALIVE Xtreme 3（紅葉）
- √Letter ルートレター（SHIORI）
- ドラゴンボール ゼノバース2（ビーデル、パン）
- ドラゴンボールフュージョンズ（ビーデル、グレートサイヤマン2号、パン）
- ファンタシースターオンライン2（ファレグ）

2017年
- キャプテン翼 〜たたかえドリームチーム〜（中沢早苗）
- テイルズ オブ ザ レイズ（ファラ）
- DEAD OR ALIVE Xtreme Venus Vacation（紅葉）
- ブレイブリーデフォルト フェアリーズエフェクト（リンネ）

2018年
- 妖怪ウォッチ ぷにぷに（ねこ娘）
- ドラゴンボール ファイターズ（ビーデル） - DLC追加キャラクター
- 英雄伝説 閃の軌跡IV -THE END OF SAGA-（クローディア・フォン・アウスレーゼ）
- ゲシュタルト・オーディン（綾崎アヤネ）
- √Letter ルートレター Last Answer（吉岡栞）

2019年
- デッドオアアライブ6（紅葉）
- ラングリッサー モバイル（マリアンデール、ラムダ、イルーシア、クローゼ）
- ぷよぷよ!!クエスト（則巻みどり）
- ブレイドエクスロード（リーズロット・ラ・ガール）
- ラブプラス EVERY（姉ヶ崎寧々）

2020年
- 痛いのは嫌なので防御力に極振りしたいと思います。〜らいんうぉーず!〜（ミザリー）
- ドラゴンボールZ カカロット（2020年 - 2024年、ビーデル、パン）
- Root Film ルートフィルム（拝嶋モナミ）

2021年
- ドラゴンクエストライバルズ（伝説の勇者）
- ファミコン探偵倶楽部 消えた後継者 / うしろに立つ少女（橘あゆみ） - 2作品
- BLAZBLUE ALTERNATIVE DARKWAR（ソーン）
- 鬼滅の刃 ヒノカミ血風譚（無惨の妻）

2022年
- モノクロームメビウス 刻ノ代贖（シューニャ）
- ドラゴンクエスト トレジャーズ 蒼き瞳と大空の羅針盤（アネモネ、ビッグハット族、キングスライム族、ウィッシュドラゴ族、どくろだいじん族）
- ドールズフロントライン ニューラルクラウド（ドレーシー）

2023年
- Kanon（水瀬秋子） - Switch版

2024年
- ファミコン探偵倶楽部 笑み男（橘あゆみ）
- ドラゴンクエストIII そして伝説へ…（HD-2D版）（主人公〈ルックスB〉）

### アプリ
- ドラゴンコレクション（女性ナビ）
- ラブプラスiN（姉ヶ崎寧々）
- えんむす！（本郷アサミ[119]）
- 声優秘書（初代秘書）
- 美声時計.R
- MAPLUS for スマートフォン（ナビゲーションボイス）
- ワールド エンド エクリプス（ソフィア[120]、アウロラ）
- 末日之子（賽蓮娜 *セレナ[121]）
- フォルティシア（デルフィ[122]、ヒーリス[123]）
- MAPLUS+（声優ナビ）（ナビゲーター[124]）
- STARLY GIRLS（サターン[125]）
- JINS MEME DRIVE（ミーメン[126]）
- オーディンクラウン（シルヴィア[127]）

### 吹き替え

#### 映画
- オーメン/最後の闘争（乗馬している少女）[注 2]
- 続・赤毛のアン アンの青春 日本語吹き替え版（エメライン・ハリス）[注 3]
- インテンシティ/緊迫（ローラ・テンプルトン / ディアナ・ミリガン）
- 危険な天使たち（コン・メイライ）
- ヴァージン・スーサイズ（ラックス・リスボン / キルスティン・ダンスト）
- キャノンボール3 新しき挑戦者たち（ローリン〈アリッサ・ミラノ〉）※TBS版
- ベイブ/都会へ行く（ズーティ）日本テレビ版
- ダンジョン&ドラゴン（サヴィーナ / ソーラ・バーチ）ソフト版
- 三十四丁目の奇蹟（スーザン / ナタリー・ウッド）TV版・DVD収録
- ヴァージニア（ヴァージニア（5歳） / キャサリン・ブレイク）

#### アニメ
- 劇場版ポケットモンスター ベストウイッシュ 神速のゲノセクト ミュウツー覚醒（氷ゲノセクト）※英語版
- トッポ・ジージョ劇場（ロージー）

### デジタルコミック
- 死ニガミ少女とスマホ神（2023年、ナレーター[128]）
- ラブコメと怪獣退治の不文律（2023年、円城アキコ[129]）

### テレビ番組
- あいうえお（1985年 - 1986年、NHK教育）
- 高田純次のこれで来週も幸せです（1991年4月 - 1992年3月、TBS）レポーター
- 三宅裕司のえびぞり巨匠天国（1991年、TBS）第30回 ゲスト審査員
- 大胆MAP 人気アニメキャラクターの声をやっている人の顔を全部見せちゃうよ!ベスト30 2008年最新版（2008年1月20日、テレビ朝日）[注 4]

### ラジオ
※はインターネット配信。
- ロック王国（1990年 - 1993年、地方ネット）
- 電撃パラダイス ゲームミュージックカウントダウン（1994年 - 1995年、TOKYO FM）
- 皆口裕子のDear my friends（1998年、文化放送）
- テイルズリング エターニア（2000年、TBSラジオ）
- Kanon〜水瀬さんち（2001年 - 2002年、TBSラジオ他）
- テイルズリング（2003年、文化放送）
- テイルズリングぷらす(仮)（2003年、アニメイトTV※）
- 『文化放送 第9回100万円争奪！ラジオCMコンテスト』（2015年、文化放送）
- 皆口裕子 ヒーリング・ラパン 〜Healing Lapin〜（2017年 - 2019年、音泉※[130]）

### ラジオCD
- 皆口裕子のDear my friends 〜しゃべらせてみせましょう〜（1998年11月21日）
- 皆口裕子のDear My Friends〜しゃべってもらっちゃいました〜（1998年12月19日）
- DJCD 神戸前向女学院。VIII（2011年8月12日）

### ドラマCD
1988年
- 宇宙皇子（茜）

1989年
- ガルフォース Blue Heaven Blue Hell（マリィ）

1990年
- インフェリウス惑星戦史外伝 CONDITION GREEN Vol.3「勝利と別れのレクイエム」（エミリー・ブラフォード）

1991年
- のぞみ♡ウィッチィズ（江川望）
- YAWARAのFIRST STEP ENGLISH 入門英会話CD（猪熊柔）
- ヤンキー（小泉）

1992年
- サウンド・ドラマ 愛のカレードスコープ（片瀬理佐）
- NEC デモンストレーションCD-ROM NECパーソナルコンピュータ PC-9800シリーズ PC-9821（電子水族館 ナレーション）
- OZ -DRAMATIC SOUND TOUR-（フィリシア）
- Say You Special 草尾毅・堀川亮・皆口裕子・小山裕香 声優スペシャル

1993年
- アニメキングダム 愛蔵版スペシャル2
- 精霊使い シリーズ（秋桜久）
- CDシアター ドラゴンクエストIII（マリス）
- 代々木アニメーション学院PRESENTS サウンド・ドラマCD 僕のロミオ・僕のジュリエット（Fィー）

1994年
- 誕生 〜Debut〜 シリーズ（鈴麗）
- '95あなたの運勢ストーリー シリーズ（ナレーション）

1996年
- 学校であった怖い話S オリジナルサウンドホラー（倉田恵美）
- 元祖 留守電おもしろメッセージ集1
- 太陽の少女インカちゃん（DJ〈三奈口YOU〉）

1997年
- スレイヤーズN>EX.3 〜愛しの根性なし〜（エレミー）
- 聖戦記エルナサーガ外伝（エルナ）
- D-XHIRD（ディ・サード） ドラマCD（サブリナ）
- ネクストキング 恋の千年王国 外伝（忍者クミン）

1998年
- カードキャプターさくら オリジナル・ドラマアルバム1 〜さくらとお母さんのオルガン〜（木之本撫子）
- DEAR BOYS（杏崎沙斗未）
- フレンズ 〜青春の輝き〜 Dear My Memories（小早川瑞穂）
- バック グランド メッセージ〜そんなすべてのあなたに〜  Vol.1、4、14、16
- 街 第Qの男 〜QはquestionのQ〜 シリーズ（小糸亜弓）
- ラングリッサーV 〜The End of Legend〜 ドラマアルバム（ラムダ〈マリアンデール〉）
- ラジオドラマCD WILD HALF ドラマアルバム Encounter2 - 3（北原美也）

1999年
- トゥルーラブストーリー2 ドラマCD act.1、2（香坂麻衣子）
- リフレインラブ2 シリーズ（矢加部陽子）
- ONE 〜輝く季節へ〜 シリーズ（長森瑞佳）

2000年
- ドラマCD Kanon  Vol.1、3（水瀬秋子）
- テイルズ オブ エターニア シリーズ（ファラ・エルステッド）

2001年
- Tales of Eternia THE ANIMATION ドラマ&BGMアルバム「ラスト・サマー」（ファラ・エルステッド）

2002年
- Kanon 公認アンソロジードラマCD シリーズ（水瀬秋子）
- Kanon 公認アンソロジードラマCD 水瀬さんち シリーズ（2002年 - 2003年）
- 天国に涙はいらない 臥竜鳳雛夫婦雛（勘解由小路みき）
- ドラマCD【テイルズリング アーカイブ】EPIC ONE〜英雄の帰還〜（ファラ・エルステッド）
- MとNの肖像（安部みつる）

2003年
- 秋桜の空に シリーズ（小泉ひより）
- 電撃 hp supplement CD

2004年
- 灼眼のシャナ ドラマディスク（坂井千草）
- テレビアニメ『Φなる・あぷろーち』ボーカルアルバム Love,Fate,Love（芽生百合佳）
- 日本・フィンランド修交90周年 タンペレ市立美術館・ムーミン谷博物館蔵 ムーミン展 図録（ナレーション）

2005年
- アカイイト ドラマCD「京洛降魔」（羽藤柚明）
- 劇場版AIR BONUS CD 神尾さんち（主婦）
- Φなる・あぷろーち ドラマシリーズ Vol.1 - 5（芽生百合佳）
- Φなる・あぷろーち スペシャルCD「みゆみゆ＆だいすけ ラブラブアプローチ」Vol.1 - 4（芽生百合佳）

2006年
- 英雄伝説 空の軌跡 シリーズ（クローゼ・リンツ）
  - 〜去り行く決意〜
  - 〜繋がる絆〜
  - the 3rd 〜魂の刻印〜
  - クローゼ物語 〜翼、羽ばたくとき〜
  - ウロボロス・レポート
  - オリビエ物語 〜未完成の叙事詩〜

- Sound Horizon5th storyCD Roman（台詞のみ/M8）

2007年
- 怪物王女 シリーズ（紗和々）
- 霧 - the route of infection KANARIA. ansem:01（ロベルタ）
- CLANNAD -クラナド- Drama CD Vol.3 伊吹風子（伊吹公子）
- CLANNAD 光見守る坂道で Xbox 360版 初回限定生産特典 ダイジェストディスク（伊吹公子）
- CLANNAD 光見守る坂道で 第1巻、第3巻（伊吹公子）
- 劇場版「CLANNAD -クラナド-」パンフレット特別篇「古河さんち〜平穏なる古河パンの一日〜」（伊吹公子）
- 月面兎兵器ミーナ キャラクターコレクション5（佃三笠）

2008年
- 劇場版「CLANNAD -クラナド-」BONUS CD「古河さんち ふたたび」
- ちょこっとヒメ（荻野谷颯子）

2010年
- 織田信奈の野望（織田信奈）
- 取り合いドラマCD「修羅場!」〜おまえら、俺をめぐって争うんじゃない!〜 第1巻（木原楓）
- みみもと ラブプラス（姉ヶ崎寧々）
- ラブプラス Sound Portrait 姉ヶ崎寧々（姉ヶ崎寧々）
- ドラマCD『織田信奈の野望』を10倍楽しく聴く方法 『皆口裕子の野望』CHBエディション豪華2本立て!!

2012年
- FUNKIST 7thシングル「SHINE」テイルズ盤収録「スペシャルミニドラマ」（ファラ・エルステッド）
- 朗読ドラマCD テイルズ オブ エターニア 風に願いを（ファラ・エルステッド）

2013年
- 羊でおやすみシリーズ Vol.30 お姉ちゃんとおやすみ

2014年
- みみもと ラブプラス2 ネネ（姉ヶ崎寧々）

2015年
- マーガレット2015年11号ふろく 「ケダモノ彼氏」（ひまり母）
- 『花澤香菜 live 2015 “Blue Avenue”』ツアーグッズ カナービー3（ねこの管理人）

### ASMR
- ASMR『ケモ夫人』（2022年、ケモ夫人[131]）
- キレイなお姉さんに飼われてみた -隣のおねえさん支倉紗由里はキミのお姉ちゃんになりたい-（2023年、支倉紗由里）

### 舞台
- 小津のまほうつかい / 續・小津のまほうつかい（にんじんボーン公演 2001年2月）
- ざむざであそぼう（にんじんボーン公演 2001年7月）
- 三月の空（にんじんボーン7周年記念公演 2001年10月）
- こっぱ・みじん（にんじんボーン公演 2002年1月）[注 5]
- あなたがつくった、しおむすび（にんじんボーン公演 2004年1月）
- サルの着ぐるみを見に行こう（にんじんボーン公演 2004年9月）
- シンプルレヴュー2（劇団アルターエゴ プロデュース公演 2005年2月）
- 三鷹ノ日和（三鷹市芸術文化センタープロデュース 桜桃忌スペシャル 2006年6月）
- 太紀ちゃん祭り（松野太紀デビュー30周年記念公演 2006年10月）
- Signal〜三心三色〜（WAKUプロデュースvol.13 2008年8月）
- 憧れのスーザン・ボイル様〜ママさんコーラス奮闘記〜（ブリングアッププロデュース公演 2009年9月）
- タマリ（劇団K助 第12回公演 2009年12月）
- PINK（劇団K助第13回公演、2010年6月）
- Michell〜いるといないは天と地〜（WAKUプロデュースvol.15 2010年12月）
- 春すぎて（ラーニング・ラパン 主演 2011年5月）
- ゴッドストーリー（劇団K助 第15回公演 2011年6月）
- ウェディング&ハプニング（劇団K助 第16回公演 2011年10月）
- それいけ!ユーコマン（劇団K助プロデュース 主演 2012年7月）
- タイムスリップ☆ファーザー（劇団K助 第18回公演 2014年8月）
- 朗読劇『タチヨミ』第一巻（松野太紀プロデュース 第二弾 2012年11月）
- 部屋と僕と弟のはなし（Hunkey-Zamy presents 2015年2月）
- しあわせのかたち（劇団P助 第3回公演 衣装担当・座席案内 2015年5月）
- 東京赤羽法善寺動物合同慰霊祭（柴犬連れてニューヨーク留学と詩の朗読 2015年5月31日2回講演）
- 劇団K助 Presents「ステージII」（劇団K助第19回公演 2015年7月）
- 朗読劇『タチヨミ』第二巻（松野太紀プロデュース 第三弾 2016年1月）
- センチュリープラント2016（TAIYO MAGIC FILM 第10回公演 2016年5月[132]）
- 父、躍る（皆口裕子プロデュース ラーニング・ラパン第2回公演 2016年10月[133]）
- 朗読劇『タチヨミ』第三巻（松野太紀プロデュース 第四弾 松野太紀芸能生活40周年記念公演part1 2017年1月[134]）
- 独唱（ラーニング・ラパン第3回公演 2017年5月）
- 愚痴リスナーさとこ（ラーニング･ラパン第4回公演 2018年3月[135]）
- 見えず、ある（ラーニング･ラパン第5回公演 2018年10月[136]）
- 『思い出すならAnotime』（演劇集団Z-Lion／第10回公演 2018年11月[137]）
- 朗読劇『タチヨミ』最終巻（松野太紀プロデュース 第十三弾 2025年6月[138]）

### ナレーション

#### テレビ番組
- エンジョイガレッジ
- おねがいかなえてヴェルサイユ
- 開運!なんでも鑑定団
- ビートたけしのTVタックル
- (株)世界衝撃映像社
- 関ジャニ∞の怒られよう!
- クイズ!日本語王
- クエス・ファイブ
- 決定!これが日本のベスト
- Going!Sports&News（日曜日）
- コレってアリですか?
- 今夜はシャンパリーノ
- サラリーマンNEO（2005年、2007年「Season2」、2008年「Season3」、2009年「Season4」）
- 趣味悠々
- 素顔のままに
- テレメンタリー2014〜壁よ、さようなら〜ハンセン病元患者と子どもたち
- 天才!志村どうぶつ園
- トリビアの泉 〜素晴らしきムダ知識〜
- 熱闘甲子園
- ねるとん紅鯨団（初代）
- 24時間テレビ22「愛は地球を救う」ナイナイの夢の映像！大遭遇！！（1999年8月21日に日本テレビで放送）
- HIBINO流 サッカー紀行
- BSティーンズ倶楽部
- 復活の日
- Matthew's Best Hit TV
- 笑っていいとも!『すばらしいラブレターの世界』
- アイリッシュダンス世界選手権inロンドン（2014年5月6日にテレビ東京系で放送）
- 剣道一直線!〜富士山杯争奪少年少女剣道大会（2014年9月15日に静岡第一TVで放送）
- ちばアクアマリンマラソン（2014年10月26日にTBSで放送）
- ヨロシクご検討ください（2014年12月28日に日本テレビで放送）
- 競輪グランプリ2014 坂上忍の勝たせてあげたいTV（2014年12月30日に日本テレビで放送）
- ニッチでグッジョブ（2014年1月17日にフジテレビで放送）
- 美女たちの日曜日（2015年4月5日より同年6月28日までテレビ朝日系列にて放送）
- 坂上忍の勝たせてあげたいTV〜競輪学校のウラ側&怪物に初めての賞金SP〜（2015年8月8日に日本テレビで放送）
- マサカメTVスペシャル（2015年9月21日にNHK総合で放送）
- ハッピーバナナアワー（2015年9月23日にフジテレビで放送）
- ウソのような本当の瞬間!30秒後に絶対見られるTV（2015年10月27日よりTV東京系列で放送）
- とんねるずのみなさんのおかげでした（2016年3月17日にフジテレビで放送）
- ブラック・ユニバース〜宇宙に抱かれる特別な夜〜（2016年3月29日にNHK総合で放送）
- ライオンのグータッチ（2016年4月2日より毎週土曜フジテレビで放送）
- JUDO（2017年4月8日よりBSフジにて隔週放送で放送[139]）
- おじゃMAP!!SP【結婚式プロデュース＆3万円台の香港ディズニーツアー】（2017年7月5日にフジテレビで放送[140]）
- 低山トラベラー〜“文脈登山”でハッケン！山の歴史と物語〜 島全体が神秘の霊山！（2017年9月28日にBS日テレにて放送[141]）
- 稲垣・草彅・香取 3人でインターネットはじめます『72時間ホンネテレビ』Day2（2017年11月3日にAbemaTVにて放送[142]）
- ファン10万人がガチで投票!高校野球総選挙（2018年8月5日にテレビ朝日系列にて放送[143]）
- 土曜スペシャル 博多華丸・大吉のごごから日帰り旅（2018年10月27日、テレビ東京）
- 笑える！泣ける！動物スクープ100連発（2019年 - 不定期・特別番組、TBS系）

#### CM
- ケンタッキーフライドチキンクリスマスCMナレーション
- 全日本交通安全協会 ラジオCM
- 探偵・癸生川凌介事件譚 ラジオCM
- ツクダオリジナル カラーリスト似顔絵電子手帳（1993年）
- 週刊少年サンデー（1996年 TVCM放送）
- デイトナUSAサーキットエディション（1997年 TVCM放送）
- ブルーミング中西ラジオCM
- デニーズテレビCM
- 大栄不動産テレビCM 2013
- ミスタードーナツ（2015年10月14日よりTVCM放送）
- 東洋車輌コマーシャル（2016年8月15日よりエフエムナックファイブにてラジオCMで放送）
- 「天下一運だめし」フリーザ·ガールズ編（TVCM，2018年6月より[144]）
- 村上RADIO〜RUN&SONGS〜 - 僕が走ってるときに聴いてる音楽 by 村上春樹 - CM（2018年8月5日にJFN38局にて放送[145] 大日本印刷株式会社提供CM 3パターン）
- 第38回大阪国際女子マラソンテレビCM

#### イベント・販促
- ジョッキーベイビーズドキュメント
- プラネタリウム「星時間」（全国プラネタリウムにて放映[146]）
- 〜日本・フィンランド修交90周年〜タンペレ市立美術館・ムーミン谷博物館ムーミン展 DVD（2009年）

### その他コンテンツ
- CRフィーバーキャプテンハーロック（ミーメ）
- さんすうすいすい（かけざん姫）
- こどもにんぎょう劇場「ものぐさたろう」（紫）
- ローソン店内放送パーソナリティ
- 毎日放送 ど人生（『流転の男』『選べない女』『ヒヤヒヤする男』[147]）
- MAPLUS ポータブルナビシリーズ・声優ナビ
- その他駅の自動放送のアナウンス（いわゆる永楽電気型放送の女声）
- サイエンスチャンネル「炭素クラスターのためのソナタ」
- それいけ！アンパンマンショー「大パニック！？おだんごパーティー」（おダンゴちゃん）
- キッズgoo 森の戦士ボノロン えほんシリーズ 第63回「オオカミとひな鳥の巻」（語り手[148]）
- ミウィ橋本（館内放送[149]）
- こどもちゃれんじ ぽけっと 2016年5月号付属DVD 「はなちゃんといっしょだよ」（ナレーション）
- 画ニメ 天野喜孝 鳥の歌（少女）
- マシュランボー コンプリートDVD特典 音声ドラマ『コミック版マシュランボー 3Dスペシャルドラマ』（ヤクモ）

## ディスコグラフィ

### アルバム

#### オリジナルアルバム
| 発売日        | タイトル   | レーベル | 規格品番 | オリコン最高位 |
| ------------- | ---------- | -------- | -------- | -------------- |
| 1990年10月1日 | イマージュ | PLATZ    | PLCA-809 | -              |

#### ミニアルバム
| 発売日         | タイトル               | レーベル       | 規格品番   | オリコン最高位 |
| -------------- | ---------------------- | -------------- | ---------- | -------------- |
| 1991年12月18日 | Without Sugar          | 東芝EMI        | TOCT-6344  | -              |
| 1992年12月1日  | クリスタルフォーチュン | 日本コロムビア | COCA-10534 | -              |
| 1993年8月21日  | ポケットにあったあの日 | 日本クラウン   | CRCP-20067 | -              |

### 歌手参加作品
| 発売日   | 商品名                                                          | 歌       | 楽曲                                        | 備考   |
| 1991年   | 1991年                                                          | 1991年   | 1991年                                      | 1991年 |
| -------- | --------------------------------------------------------------- | -------- | ------------------------------------------- | ------ |
| 7月1日   | 声優せれくしょん2                                               | 皆口裕子 | 「Regret」                                  |        |
| 9月27日  | エルデガイン                                                    | 皆口裕子 | 「光と影のように」                          |        |
| 1993年   |                                                                 |          |                                             |        |
| 12月12日 | サウンドスケープ エンゼルビート                                 | 皆口裕子 | 「ANGEL BEAT」                              |        |
| 1995年   |                                                                 |          |                                             |        |
| 6月25日  | とうきょうデンキKIRAKIRA合唱団THE TV SHOW                       | 皆口裕子 | 「おはようスパンク」                        |        |
| 1997年   |                                                                 |          |                                             |        |
| 5月21日  | ヴォイスアクトレス・ベスト・ソング・コレクション'89〜'90 女声編 | 皆口裕子 | 「A DIEU〜ア・デュー〜」 「二人ぶんの自由」 |        |
| 9月26日  | アニカバー・声優大集合 第1弾                                    | 皆口裕子 | 「タッチ」                                  |        |

### キャラクターソング
| 発売日   | 商品名                                           | 歌                                     | 楽曲                              | 備考                                          |
| 1995年   | 1995年                                           | 1995年                                 | 1995年                            | 1995年                                        |
| -------- | ------------------------------------------------ | -------------------------------------- | --------------------------------- | --------------------------------------------- |
| 12月1日  | BE HAPPY！ 〜常盤家の人々〜                      | 浅倉まゆ （皆口裕子）                  | 「何故……」                        | ドラマCD『BE HAPPY！ 〜常盤家の人々〜』関連曲 |
| 1996年   |                                                  |                                        |                                   |                                               |
| 5月21日  | ご近所CD通信PART4 ヴォーカルアルバム             | 及川歩 （皆口裕子）                    | 「好きでいいよね」                | テレビアニメ『ご近所物語』挿入歌              |
| 7月20日  | 誕生S ボーカルコレクション セガサターン版        | 鈴麗 （皆口裕子）                      | 「Feel The Dream」                | ゲーム『誕生S』関連曲                         |
| 1998年   |                                                  |                                        |                                   |                                               |
| 9月23日  | フレンズ〜青春の輝き〜 ボーカルコレクション      | 小早川瑞穂（皆口裕子）                 | 「♭〜風の中で〜（瑞穂のテーマ）」 | ゲーム『フレンズ 〜青春の輝き〜』関連曲       |
| 10月21日 | 誕生-DEBUT-                                      | 鈴麗（皆口裕子）                       | 「春雷」                          | ゲーム『誕生 〜Debut〜』関連曲                |
| 1999年   |                                                  |                                        |                                   |                                               |
| 8月11日  | ドクタースランプオールスターズ                   | 則巻みどり（皆口裕子）                 | 「みどり先生のこもり唄」          | テレビアニメ『ドクタースランプ』関連曲        |
| 10月20日 | トゥルーラブストーリー ボーカルコレクション      | 香坂麻衣子（ 皆口裕子）                | 「Ter for life」                  | ゲーム『トゥルーラブストーリー2』関連曲       |
| 2011年   |                                                  |                                        |                                   |                                               |
| 7月6日   | アスタロッテのおもちゃ！ キャラクターソングVol.5 | メルチェリーダ（ 皆口裕子）            | 「Midnight Kiss」                 | テレビアニメ『アスタロッテのおもちゃ!』関連曲 |
| 2022年   |                                                  |                                        |                                   |                                               |
| 11月30日 | Vanishing Point 〜GRANBLUE FANTASY〜             | シルヴァ（久川綾）、ソーン（皆口裕子） | 「Vanishing Point」               | ゲーム『グランブルーファンタジー』関連曲      |
| 11月30日 | Vanishing Point 〜GRANBLUE FANTASY〜             | ソーン（皆口裕子）                     | 「Vanishing Point」               | ゲーム『グランブルーファンタジー』関連曲      |

### その他参加楽曲
| 発売日   | 商品名                                                             | 歌                                                               | 楽曲 | 備考                                     |
| 1990年   | 1990年                                                             | 1990年                                                           | 1990年 | 1990年                                   |
| -------- | ------------------------------------------------------------------ | ---------------------------------------------------------------- | --- | ---------------------------------------- |
| 7月1日   | 魔獣戦士ルナ・ヴァルガー 主題歌全曲集                              | 皆口裕子・井上喜久子・富沢美智恵                                 | 「見つめさせて」                                                                                            | 『魔獣戦士ルナ・ヴァルガー』関連曲       |
| 9月11日  | YAWARA!恋の一本勝負オリジナルサウンドトラック                      | 皆口裕子                                                         | 「夢がはじまる時」                                                                                          | 猪熊柔役                                 |
| 1991年   |                                                                    |                                                                  | |                                          |
| 4月21日  | 『魔獣戦士ルナ・ヴァルガー』音楽編〜劇伴と朗読の調べ〜             | 皆口裕子・井上喜久子・富沢美智恵                                 | 「見つめさせて（New Version）」                                                                             | 『魔獣戦士ルナ・ヴァルガー』関連曲       |
| 1992年   |                                                                    |                                                                  | |                                          |
| 3月18日  | 今日も元気です！（GIRLS編）                                        | 冨永みーな・島津冴子・鷹森淑乃・皆口裕子                         | 「ふり向くな君は美しい」                                                                                    |                                          |
| 3月18日  | 今日も元気です！（GIRLS編）                                        | 皆口裕子                                                         | 「C'EST LA VIE」 「HISバラード」                                                                            |                                          |
| 4月21日  | 松本一起ラブ・エッセイ・シリーズVol.1 一ヶ月遅れの卒業式           | 皆口裕子                                                         | 「悲しむ暇なんてないわ」                                                                                    |                                          |
| 4月21日  | 松本一起ラブ・エッセイ・シリーズVol.2 夏のセントバレンタイン       | 皆口裕子                                                         | 「好きなんです」                                                                                            |                                          |
| 10月21日 | 松本一起ラブ・エッセイ・シリーズVol.3 Xマスなんて大・キ・ラ・イ    | 皆口裕子                                                         | 「きよしこの夜〜クリスマスなんて大嫌い」                                                                    |                                          |
| 12月25日 | 松本一起ラブ・エッセイ・シリーズVol.4 1993. I Love You!            | 皆口裕子                                                         | 「窓の外に残雪が見える」                                                                                    |                                          |
| 1993年   |                                                                    |                                                                  | |                                          |
| 3月1日   | 人気声優シリーズ 皆口裕子スペシャル                                | 皆口裕子                                                         | 「悲しむ暇なんてないわ」 「好きなんです」 「きよしこの夜〜クリスマスなんて大嫌い」 「窓の外に残雪が見える」 |                                          |
| 1995年   |                                                                    |                                                                  | |                                          |
| 4月21日  | フェーダ・スーパー・トラックス                                     | 皆口裕子                                                         | 「FEDAYEEN 〜You're my FEDAYEEN〜」                                                                         | 『フェーダ』関連曲                       |
| 1996年   |                                                                    |                                                                  | |                                          |
| 2月16日  | GOLDEN BOY STUDY A GO!! GO!!                                       | 鶴ひろみ・皆口裕子・白鳥由里・井上喜久子・玉川紗己子・かないみか | 「STUDY A GO!! GO!!」                                                                                       | 『GOLDEN BOYさすらいのお勉強野郎』主題歌 |
| 11月21日 | 女性声優グループ音楽史 [ポニーキャニオン編]                        | 皆口裕子・井上喜久子・富沢美智恵                                 | 「見つめさせて」                                                                                            | 『魔獣戦士ルナ・ヴァルガー』関連曲       |
| 1997年   |                                                                    |                                                                  | |                                          |
| 1月8日   | はいぱぁセキュリティーズS                                          | 皆口裕子・吉田古奈美・豊嶋真千子                                 | 「Down Town Boy」                                                                                           | 『はいぱぁセキュリティーズS』関連曲      |
| 2002年   |                                                                    |                                                                  | |                                          |
| 2月22日  | MとSの肖像 ドラマCD                                                | 皆口裕子・高山みなみ・石田彰                                     | 「The Opening Song」                                                                                        | 『MとSの肖像』ドラマCDオープニング       |
| 2018年   |                                                                    |                                                                  | |                                          |
| 9月28日  | 「PHANTASY STAR ONLINE 2」キャラクターソングCD 〜Song Festival〜IV | 皆口裕子                                                         | 「アマランスの空」                                                                                          | ファレグ・アイヴズ役                     |

### 楽曲提供
作詞
- やゆゆ[メンバー 1]「カナタ」 - Webアニメ『こぴはん』関連曲
- 鈴木真仁「夢の果て」「Priere」 -OVA『テイルズ オブ ファンタジア THE ANIMATION』OP,ED[150]
- 引田香織「願い」 -OVA『テイルズ オブ シンフォニア THE ANIMATION』ED
- 佐藤裕美「空の続き」「やさしさの始まる場所」 -OVA『みずいろ(全年齢版)』OP,ED

## ライブ・イベント
- キティアニメーションカーニバル'89（1989年7月22日〜31日 ゲスト）
- キティアニメーションカーニバル'90春（1990年3月26日〜4月9日 ゲスト）
- キティアニメーションカーニバル'90秋（1990年11月17日〜12月26日 ゲスト）
- '93 KAC春の感謝祭。（1993年3月20日〜28日 ゲスト）
- 第9回100万円争奪！ラジオCMコンテスト最終審査 公開録音（演者 2015年12月11日[151]）
- 松来未祐さん愛悼イベント「サンキュー39！未祐ちゃん」第2部 舞台「それいけ!ユーコマン」より（ビデオメッセージ）
- KADOKAWA GAMES MEDIABRIEFING 2016 SUMMER 「角川ゲームミステリー女優 SPECIAL TALK SHOW」(2016年6月13日)
- 第137回アニメスタイルイベント 絵本刊行記念 あずきちゃん同窓会（2017年11月12日[152]）
- 皆口裕子 ヒーリング・ラパン 〜Healing Lapin〜 皆口、秋のヒラパン祭り（2018年9月9日 渋谷 東京カルチャーカルチャーにて小料理屋ゆうこ開店[153]）
- ご注文はうさぎですか？？〜Dear My Sister〜「DMS Tea Party」（2018年9月16日[154]）
- 島津冴子 声物語 2 時間旅行 声優たちの宴 トークショウ＆ブッフェパーティー（2018年11月3日 コートヤード・マリオット銀座東武ホテル 2階 桜の間[155]）